# Ron Block
Ronald Franklin Block (30 de julio de 1964) es un banjoista, guitarrista y cantautor estadounidense, conocido como miembro de la banda de bluegrass Alison Krauss & The Union Station. A lo largo de su carrera ha sido galardonado con 14 premios Grammy, 6 premios internacionales de música Bluegrass, un premio de la Asociación de Música Country y un premio Dove de la Asociación de Música Góspel. 

## Biografía
Ron Block escuchó, desde muy temprana edad, una gran cantidad de géneros musicales debido a que su padre era propietario de una tienda de discos. En casa se sintió atraído por la música bluegrass de Bill Monroe, JD Crowe y The Stanley Brothers. A los 13 años, después de ver a Earl Scruggs en televisión, aprendió a tocar el banjo. En su adolescencia también aprendió guitarra acústica y eléctrica. Más adelante en su carrera, grabó un álbum solista de instrumentales, titulado Hogan's House of Music (2015), dedicado a la tienda de música donde pasó gran parte de su juventud. 
En la década de 1980, cofundó la banda Weary Hearts, que incluía a Eric Uglum, Butch Baldassari y Mike Bub. Más tarde tocó con Lynn Morris Band antes de unirse a Union Station en octubre de 1991. Durante su carrera, también grabó álbumes en solitario, produjo y actuó en álbumes de Dolly Parton, Clint Black, Brad Paisley y Bill Frisell . 
Block ha escrito canciones para Union Station y para sus propios álbumes en solitario. Sus canciones han sido grabadas por Randy Travis, Rhonda Vincent, Michael W. Smith y The Cox Family .  Block nombra como dos de sus favoritos "A Living Prayer" y "There is a Reason", ambos grabados con Alison Krauss & The Union Station y relacionados con su fe cristiana . 

## Premios

### Grammy
- (1992) Mejor álbum de Bluegrass: Alison Krauss & The Union Station - Every Time You Say Goodbye
- (1996) Mejor colaboración vocal country: Vince Gill con Alison Krauss & The Union Station - High Lonesome Sound
- (1997) Mejor álbum de Bluegrass : Alison Krauss & The Union Station - So Long So Wrong
- (1997) Mejor interpretación instrumental country : Alison Krauss & The Union Station - "Little Liza Jane"
- (1997) Mejor interpretación country de un dúo o grupo vocal: Alison Krauss & The Union Station - "Looking in the Eyes of Love"
- (2001) Mejor álbum de Bluegrass : Alison Krauss & The Union Station - New Favorite
- (2001) Mejor interpretación country de dúo o grupo vocal: Alison Krauss & The Union Station - " The Lucky One "
- (2001) Álbum del año: Varios artistas - Oh Brother, Where Art Thou?
- (2003) Mejor álbum de Bluegrass: Alison Krauss & The Union Station - Live
- (2003) Mejor interpretación instrumental country: Alison Krauss & The Union Station - " Cluck Old Hen "
- (2005) Mejor álbum country: Alison Krauss & The Union Station - Lonely Runs Both Ways
- (2005) Mejor interpretación instrumental country: Alison Krauss & The Union Station - "Unionhouse Branch"
- (2005) Mejor interpretación country de un dúo o grupo vocal: Alison Krauss & The Union Station - "Restless"
- (2011) Mejor álbum de Bluegrass: Alison Krauss & The Union Station - Paper Airplane

### Bluegrass internacional
- (1991) Artista del año - Alison Krauss & The Union Station
- (1993) Álbum del año - Alison Krauss & The Union Station - Every Time You Say Goodbyes
- (1995) Artista del año - Alison Krauss & The Union Station
- (2001) Álbum del año: Varios artistas& - Oh Brother, Where Art Thou?
- (2002) Álbum del año: Varios artistas - Down from the Mountain
- (2003) Álbum del año: Alison Krauss & The Union Station - Live

### Country Music Association
- (1995) Sencillo del año - "When You Say Nothing at All"

### Gospel Music Association
- (1998) Mejor canción de Bluegrass - "A Living Prayer" [1]

## Discografía
- 2001 - Faraway Land (Rounder Records)
- 2007 - DoorWay (Rounder Records)
- 2013 - Walking Song (Rounder Records)
- 2015 - Hogan's House of Music (Hogan's House of Music)
- 2015 - Carter's Creek Christmas (Hogan's House of Music)